# Ich, der Augenzeuge
Ich, der Augenzeuge ist der letzte Roman von Ernst Weiß. Er erschien 1963 postum in München. Der anonym bleibende Ich-Erzähler, ein katholischer bayerischer Arzt, verheiratet mit der Jüdin Viktoria, erzählt seine Lebensgeschichte bis zum Jahr 1936.
Eine Zahl in runden Klammern verweist auf die Seite in der Quelle oder der Literaturstelle.

## Figuren
- Der Ich-Erzähler
  - Robert, sein Sohn
  - Lise, seine Tochter
- Dr. Kaiser, Hausarzt der Familie des Erzählers, genannt der Judenkaiser
  - Viktoria, seine Tochter
- Geheimrat Dr. Gottfried von Kaiser, Hofrat, Irrenarzt, genannt der Narrenkaiser (17, 244)
  - Helmut Kaiser, sein Sohn, Jugendfreund des Erzählers

## Handlung
Der Ich-Erzähler wird als Schuljunge von einem Pferd getreten, als er dem Tier Brot reichen will. Der behandelnde Arzt Dr. Kaiser, wegen seiner Konfession der Judenkaiser genannt, verschafft dem Kranken Linderung durch eine schmerzhafte Rippenfellpunktion. Der Erzähler lernt Viktoria, die Tochter des Arztes, „ein bildschönes, honigblondes junges Mädchen“ kennen und lieben. Die Zuneigung Viktorias zur Familie des Erzählers schlägt in Hass um, als die strenggläubig katholische Mutter des Erzählers das arglose junge Mädchen mit einer antisemitischen Äußerung brüskiert. Eigentlicher Verursacher dieser Äußerung war der Vater des Erzählers. Nachdem dieser mit der Magd Vroni Zwillinge in die Welt gesetzt hatte, schob er dafür dem Judenkaiser die Schuld in die Schuhe. Die Mutter, froh, einen Sündenbock gefunden zu haben, nahm in ihrem Judenhass diese irrwitzige Behauptung des Vaters für bare Münze. Die Verleumdung des Judenkaisers durch den Vater war umso unverständlicher, als der Judenkaiser und seine Tochter zu den wenigen Leuten im Ort zählten, die nach der gesellschaftlichen Ächtung des Vaters noch zu ihm hielten. Der Vater des Erzählers, ein Brückenbau-Ingenieur, hatte nämlich den Einsturz einer seiner Brückenkonstruktionen verschuldet, der zu Personenschaden führte.
Weil der Erzähler Arzt werden möchte, muss er zunächst das Gymnasium absolvieren. Der Vater hält nichts davon, lässt den Sohn aber seinen Bildungsweg gehen, weil ein Onkel den Jungen finanziell unterstützt. Nach dem Fiasko des Vaters bleiben die monatlichen Zahlungen des Onkels aus und der Student wendet sich in seiner Not an den Irrenarzt Dr. Gottfried von Kaiser, den so genannten Narrenkaiser. Der antisemitische Arzt unterstützt den Erzähler finanziell und fachlich. Der Erzähler muss aber im Gegenzug als Assistent des Narrenkaisers hart dafür arbeiten. Nach dem Studium wird der Erzähler Chirurg und Psychiater. So bildet er sich unter anderem zum Fachmann für Krankheiten wie hysterische Blindheit aus.
Während des Krieges operiert der Erzähler, zunächst an der Westfront im Abschnitt La Fierté Lescoudes als Chirurg. Während eines Fronturlaubs sieht er die schöne Viktoria wieder. Sodann greift er persönlich ins Kriegsgeschehen ein. Als verbissener, wagemutiger Stoßtruppführer verdient er sich im Kampf gegen Gurkhas das Eiserne Kreuz.

### A. H.
Der Romantitel suggeriert Objektivität und Distanz des Ich-Erzählers. Doch gleich auf der ersten Romanseite bekennt dieser, dass er 1918, als er dem Reservelazarett in P. als Stabsarzt zugeteilt war, den Blinden A. H. sehend gemacht habe. Folglich gibt er sich Mitschuld an dem Unheil, das A. H., der Sohn eines „Kleinhäuslers, armer Kunststudent in Wien“ und Anstreicher, später über Europa gebracht hat. Der oberösterreichische Gefreite A. H. aus Braunau, ein „Störenfried, Aufwiegler, Rädelsführer, Querulant“ und Judenhasser, war Ordonnanz beim Stab des bayerischen Regimentes List. Nachdem der Erzähler den Patienten A. H. als geheilt entlassen hat, bittet er den Sohn des Narrenkaisers, seinen Jugendfreund Helmut, der im Kriegsministerium dient, um einen „Druckposten“ für den Gefreiten. Zu Studienzwecken nimmt der Erzähler einige Krankenunterlagen aus dem Lazarett mit ins süddeutsche M. Unter den Papieren befinden sich auch Dokumente zur Krankengeschichte A. H.s.
Der Erzähler schwört auf Geheiß seiner Mutter an deren Totenbett, keine Lutheranerin und überhaupt nicht zu heiraten. 1918/19 erlebt er in M. die Novemberrevolution und die Räterepublik. Er begegnet A. H. wieder. Freund Helmut ist dem Erzähler dankbar für die Bekanntschaft mit A.H., der ein talentierter Redner ist. Auch der Erzähler erliegt ihm. Während des Putsches vom November 1923 entgehen A. H. und Ludendorff den Kugeln der Landespolizei.

### Viktoria
Nach dem Tod ihres Vaters wendet sich Viktoria dem Erzähler wieder zu. Das Paar heiratet, Sohn Robert und Tochter Lise werden geboren. Die Vergangenheit holt den Erzähler nach 1929 ein, als Helmut, nun Nationalsozialist, in Parteiuniform erscheint und die Protokolle über A. H. fordert. Der Erzähler weigert sich. A. H. wird Reichskanzler und lässt den Reichstag in Brand stecken. Viktoria, die von den Protokollen weiß, bittet den Ehegatten, die Papiere zu vernichten. Der Erzähler weigert sich. Sein Vater, inzwischen ein überzeugter Nationalsozialist, macht ihn auf die Gefahr aufmerksam. Der Erzähler flieht allein in die Schweiz, reist aber konsterniert zur Frau nach Deutschland zurück. Er verfehlt Viktoria. Diese, inzwischen in der Schweiz in Sicherheit, saß auf der Reise im entgegenkommenden Taxi zwischen Hotel und Bahnhof. Er hatte sie aber für ein Trugbild gehalten. SS-Männer verhaften den Erzähler. Der Gefangene kommt ins Konzentrationslager von D. und wird dort schwer misshandelt. Mithilfe Helmuts gelingt ihm die Flucht. Viktoria musste als Gegenleistung dem Fluchthelfer die Protokolle herausgeben.
1934 geht der Erzähler mit Viktoria und den Kindern nach Paris. Das Paar wird einander fremder. Der Erzähler kann im Ausland keine Arbeit als Arzt finden. Helmut, in Ungnade gefallen, obwohl er die Krankengeschichte der Gestapo abgeliefert hatte, flüchtet nach Paris und lebt in der Nähe des Paares. Als sein Vater, der reiche Narrenkaiser, als Vergnügungsreisender gut gelaunt aufkreuzt, ist die Entfremdung unüberbrückbar geworden. Auch der Erzähler kann den Narrenkaiser nicht mehr verstehen. Der Erzähler will aufseiten der Spanischen Republik gegen Franco kämpfen. Viktoria und die heranwachsenden Kinder haben in Paris eine bescheidene Anstellung gefunden und tolerieren den Entschluss des Gatten und Vaters.

## Zitat
In kleinen Rollen groß zu sein ist schwer (101).

## Hitler
Die Figur des A. H. basiert auf Hitlerbiographien. Wahrscheinlich sprach Ernst Weiß in Paris mit dem Hitlerbiographen Konrad Heiden. Der kriegsblinde Gefreite Hitler wurde am 21. Oktober 1918 im Reservelazarett Pasewalk vom Psychiater Dr. Edmund Forster behandelt und am 19. November geheilt entlassen (Pazi, 108, 109).
Armbruster geht den Vorgängen in Pasewalk nach und zitiert Oswald Bumke: „Ob [Hitlers] Erblindung hysterisch gewesen ist, kann ich nicht sagen.“ Nach Armbrusters Recherchen ist die Zurückhaltung der Mediziner zu den betreffenden Passagen im Text des Romanciers Ernst Weiß verständlich, zumal da Hitlers Pasewalker Krankenblatt nicht mehr auffindbar sein soll.

## Edition
Am 15. September 1938 übergab Ernst Weiß das Romanmanuskript Der Augenzeuge der American Guild for German Cultural Freedom. Ein Exemplar des Manuskripts kam über Karl Breuer in New York in die Hände von Paul Gordon. Nach dem Krieg fand dann Gordon den Kreißelmeier Verlag, der es unter dem Titel Der Augenzeuge und später als Ich, der Augenzeuge druckte. Die Titeländerung war erforderlich geworden, weil 1955 Le voyeur – dt. Der Augenzeuge – von Alain Robbe-Grillet erschienen war (Pazi, 107,112,113).

## Selbstzeugnis
Ernst Weiß schrieb 1939 an Stefan Zweig: „Wir dürfen nicht nachlassen (zu kämpfen), solange wir atmen.“ (Arnold, 53).

## Rezeption
- Richard Arnold Bermann schreibt am 2. August 1939: Die Geschichte wird etwas trocken aber glaubhaft erzählt (Pazi, 112).
- Pazi (113) konstatiert: Die Faszination durch Geisteskrankheiten... bildet den Kern des Romans.
- Pazi (115) versucht eine Untermauerung, nach der Ernst Weiß die Wunderheilung des A. H. erzählerisch herausgearbeitet hat.
- Nach Pazi (116) wird die „eigentliche Geschichte“ mit dem kriegsblinden A. H.... etwas gewaltsam [in das Buch] hineingetragen.
- Das Buch bewirkte 1963 eine Weiß-Renaissance (Arnold, 18).

## Ausgaben
Quelle
- Ernst Weiß: Ich, der Augenzeuge. Roman. Aufbau-Verlag, Berlin 1973

Erstausgabe
- Ernst Weiß: Ich, der Augenzeuge. Roman. Kreißelmeier, Icking 1963

Weitere Ausgaben
- Hg. Frithjof Trapp. Reihe: Bibliothek Exilliteratur. (Reihen-Hg. Hans-Albert Walter) Büchergilde Gutenberg, Frankfurt 1986
- Ernst Weiß: Der Augenzeuge., Suhrkamp TB, Frankfurt 2000, ISBN 3-518-39622-6